# Liam Craig
Liam Craig (Edimburgo, 27 dicembre 1986) è un allenatore di calcio ed ex calciatore scozzese, di ruolo centrocampista, tecnico della squadra Riserve del St. Johnstone e collaboratore tecnico del St. Johnstone.

## Palmarès

### Club

#### Competizioni nazionali
- Coppa di Lega scozzese: 1

St. Johnstone: 2020-2021
- Coppa di Scozia: 1

St. Johnstone: 2020-2021

#### Competizioni giovanili
- FA Youth Cup: 1

Ipswich Town: 2004-2005